# جون إيسنر
جون إيسنر (بالإنجليزية: John Isner)‏ مواليد 26 أبريل 1985 في غرينزبورو، هو لاعب كرة مضرب أمريكي يلعب باليد اليمنى بدأ مسيرته كمحترف عام 2007 ويحتل حالياً المرتبة رقم.19 (6 أبريل 2015) في تصنيف رابطة محترفي كرة المضرب. أعلى تصنيف له في الفردي كان المركز الـ 9 في سنة 2012. شارك في دورة الألعاب الأولمبية الصيفية.

## وصلات خارجية
- الموقع الإلكتروني